# Liste der Biografien/Bey
Liste der Biografien |
Portal Biografien |
Personensuche
# |
A |
B |
C |
D |
E |
F |
G |
H |
I |
J |
K |
L |
M |
N |
O |
P |
Q |
R |
S |
T |
U |
V |
W |
X |
Y |
Z |
?
 
Ba |
Be |
Bd |
Bg |
Bh |
Bi |
Bj |
Bl |
Bm |
Bn |
Bo |
Br |
Bs |
Bu |
Bw |
By |
Bz
 
Bea–Beb |
Bec |
Bed |
Bee |
Bef |
Beg |
Beh |
Bei |
Bej |
Bek |
Bel |
Bem |
Ben |
Beo |
Bep |
Beq |
Ber |
Bes |
Bet |
Beu |
Bev |
Bew |
Bex |
Bey |
Bez
Die Liste der Biografien führt alle Personen auf, die in der deutschsprachigen Wikipedia einen Artikel haben. Dieses ist eine Teilliste mit 427 Einträgen von Personen, deren Namen mit den Buchstaben „Bey“ beginnt.

## Bey
- Bey, Andy (1939–2025), US-amerikanischer Jazz-Sänger und Pianist
- Bey, Annette von der (* 1965), deutsche Malerin und Illustratorin
- Bey, Augustin (* 1995), französischer Leichtathlet
- Bey, David (1957–2017), US-amerikanischer Schwergewichtsboxer
- Bey, Dawoud (* 1953), US-amerikanischer Fotograf
- Bey, Emre (* 1997), türkischer Schauspieler
- Bey, Erich (1898–1943), deutscher Marineoffizier, zuletzt Konteradmiral im Zweiten WeltkriegErich Bey (1898–1943)

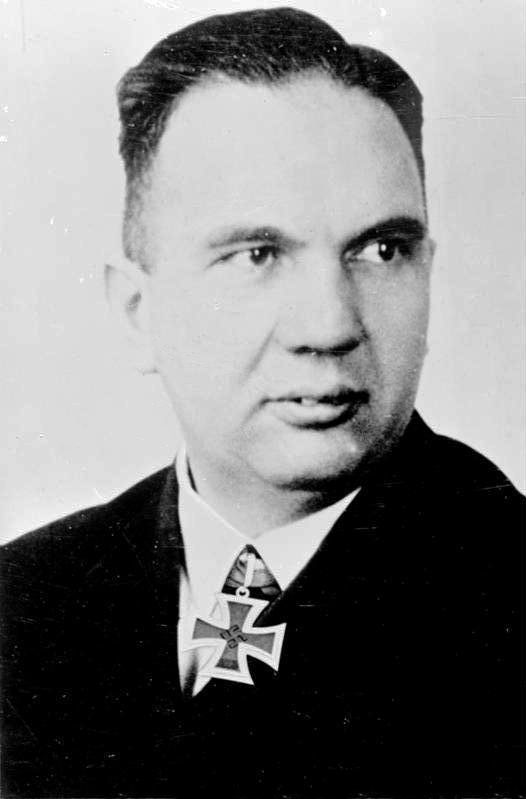
Erich Bey (1898–1943)

- Bey, Essad (1905–1942), jüdischer Schriftsteller
- Bey, Faruq Z. (1942–2012), US-amerikanischer Jazzmusiker und Komponist
- Bey, Geraldine (* 1935), US-amerikanische Jazzsängerin und Konzertorganisatorin
- Bey, Hannelore (* 1941), deutsche Tänzerin und Schauspielerin
- Bey, Katja von der (* 1962), deutsche Kunsthistorikerin, Geschäftsführerin der WeiberWirtschaft eG (Berlin)
- Bey, Lamine (1881–1962), Bey von Tunis
- Bey, Maïssa (* 1950), algerische Schriftstellerin
- Bey, Marki (* 1947), US-amerikanische Schauspielerin
- Bey, Michael (1876–1947), deutscher Politiker und Widerstandskämpfer gegen den Nationalsozialismus
- Bey, Mickey (* 1983), US-amerikanischer Boxer
- Bey, Murad († 1631), erblicher Bey von Tunis, Gründer der Dynastie der Muraditen
- Bey, Saddiq (* 1999), US-amerikanischer Basketballspieler
- Bey, Salome (1933–2020), kanadisch-amerikanische Jazz- und Bluessängerin, Schauspielerin und Songwriterin
- Bey, Turhan (1922–2012), österreichischer Schauspieler und Fotograf
- Bey, Yaya, US-amerikanische Musikerin

### Beya
- Beyaert, José (1925–2005), französischer Radsportler
- Beyala, Calixthe (* 1961), französische Schriftstellerin kamerunischer Herkunft
- Beyatlı, Yahya Kemal (1884–1958), türkischer Schriftsteller, Dichter, Diplomat und Politiker
- Beyaz, Ömer (* 2003), türkischer Fußballspieler
- Beyaz, Semih (* 1992), türkischer Fußballspieler
- Beyazidi, İsmail (1654–1709), Schriftsteller der klassischen kurdischen Literatur
- Beyazit, Abdulkadir (* 1996), deutscher Fußballspieler
- Beyazz, deutscher Rapper/Hip-Hop Musiker mit türkischen WurzelnBeyazz

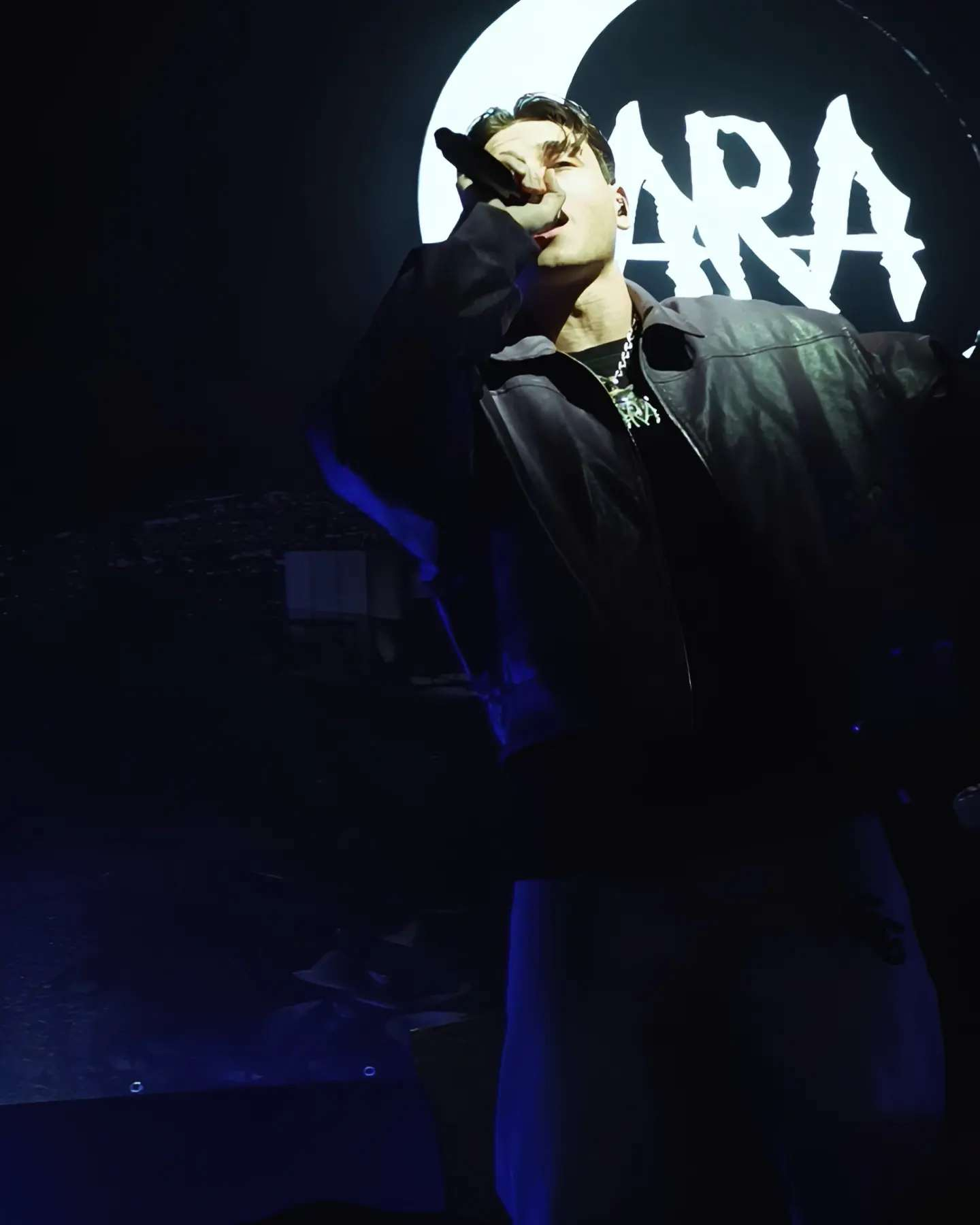
Beyazz

### Beyd
- Beyda, Kent (* 1953), US-amerikanischer Filmeditor
- Beydili, Ramazan (* 1995), türkischer Fußballspieler
- Beydts, Louis (1895–1953), französischer Komponist

### Beye
- Bèye, Alioune Badara (1945–2024), senegalesischer Beamter, Romancier, Dramatiker, Dichter und Verleger
- Beye, Bruno (1895–1976), deutscher Maler und Grafiker
- Beye, Habib (* 1977), senegalesischer FußballspielerHabib Beye (* 1977)

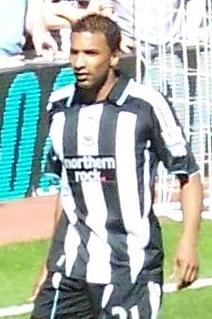
Habib Beye (* 1977)

- Beye, Peter (* 1932), deutscher Kunsthistoriker und Museumsdirektor
- Beye, Wilhelm (1903–1975), deutscher evangelischer Pfarre, Bischof der Evangelisch-lutherischen Landeskirche in Braunschweig

#### Beyel
- Beyel, Jörg (* 1969), deutscher Fußballspieler
- Beyeler, Andri (* 1976), Schweizer Dramaturg und Theaterautor
- Beyeler, Brigitte (* 1967), Schweizer Schauspielerin und Hörspielsprecherin
- Beyeler, Ernst (1921–2010), Schweizer Galerist, Kunstsammler und Museumsgründer
- Beyeler, Ernst (* 1929), Schweizer Eishockeytorhüter
- Beyeler, Erwin (* 1952), Schweizer Bundesanwalt
- Beyeler, Hans (1894–1968), Schweizer Fussballspieler und Architekt
- Beyeler, Hermann Alexander (* 1952), Schweizer Unternehmer, Kulturmäzen, Schriftsteller und Honorarkonsul von Belarus
- Beyeler, Hildy (1922–2008), Schweizer Kunstsammlerin
- Beyeler, Irene (* 1985), Schweizer Sportschützin
- Beyeler, Martin (* 1977), Schweizer Rechtswissenschaftler
- Beyeler, Otto (1926–2004), Schweizer Skilangläufer
- Beyeler, Peter C. (* 1945), Schweizer Politiker
- Beyeler, Simon (* 1982), Schweizer Sportschütze
- Beyeler, Tina (* 1977), Schweizer Tänzerin und Choreografin

#### Beyen
- Beyenburg, Edmund (1900–1959), deutscher Geologe
- Beyendorff, Rudolf (1876–1947), deutscher Jurist, Kommunalpolitiker, „Der Vater von Lankwitz“
- Beyene, Aron (* 1985), Schweizer Leichtathlet
- Beyenka, Barbara (1911–2006), US-amerikanische Theologin, Übersetzerin und Schriftstellerin
- Beyens, Antoine (1906–1995), belgischer Diplomat
- Beyens, Eugène (1855–1934), belgischer Politiker und Diplomat
- Beyens, Eugène Henri Léonard (1816–1894), belgischer Diplomat
- Beyens, Henri (1932–2018), belgischer Diplomat

#### Beyer
- Beyer von Boppard, Heinrich († 1376), Burggraf von Boppard
- Beyer von Morgenstern, Ingo (* 1955), deutscher Diplomat, Unternehmensberater und Hochschullehrer
- Beyer, Achim (1932–2009), deutscher Bürgerrechtler und Widerstandskämpfer gegen die SED-Diktatur
- Beyer, Adam (* 1976), schwedischer Techno-DJ und Musikproduzent
- Beyer, Adolf (1869–1953), deutscher Maler und Kunstpolitiker im Nationalsozialismus
- Beyer, Albert, deutscher Kommunist und Widerstandskämpfer in der Zeit des Nationalsozialismus
- Beyer, Albert Kurt (1907–1956), deutscher Geologe
- Beyer, Albrecht (1902–1972), deutscher lutherischer Theologe
- Beyer, Alexander (1813–1878), preußischer Kommunalpolitiker, Oberbürgermeister von Potsdam und Mitglied des preußischen Herrenhauses
- Beyer, Alexander (* 1973), deutscher SchauspielerAlexander Beyer (* 1973)

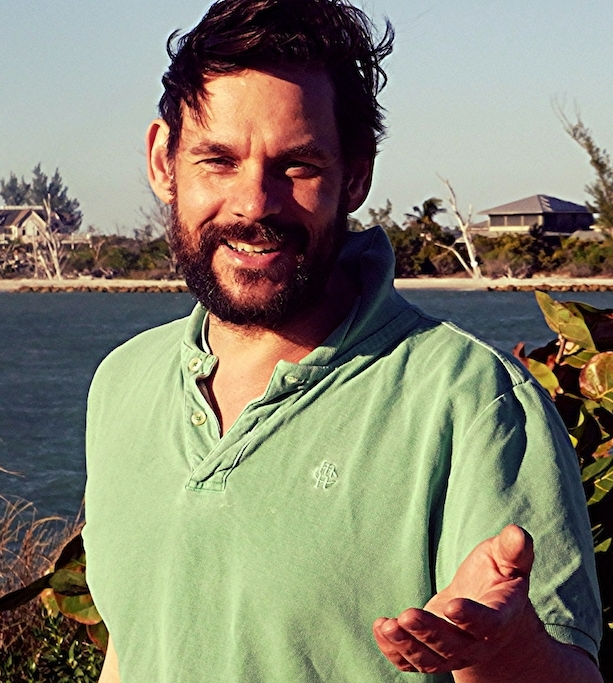
Alexander Beyer (* 1973)

- Beyer, Alfred (1885–1961), deutscher Mediziner, Hochschullehrer, Beamter und Politiker, MdV
- Beyer, Amandine (* 1974), französische Violinistin und Dirigentin
- Beyer, André (* 1957), deutscher Schauspieler, Synchron- und Hörbuchsprecher
- Beyer, Andrea (* 1954), deutsche Ökonomin, Redakteurin und Autorin
- Beyer, Andreas (* 1957), deutscher Kunsthistoriker
- Beyer, Anna (1867–1922), deutsche Malerin
- Beyer, Anna (1909–1991), deutsche Widerstandskämpferin
- Beyer, Arno (* 1955), deutscher Journalist und Medienmanager
- Beyer, Arthur (1904–1982), Schweizer Grafiker und Maler
- Beyer, August (1677–1753), Markscheider, Bergbeamter
- Beyer, August (1707–1741), deutscher Pfarrer, Lehrer und Bibliothekar
- Beyer, August (1834–1899), deutscher Baumeister der Neogotik
- Beyer, August von (1786–1855), preußischer Generalleutnant
- Beyer, Axel (* 1891), deutscher Bahnradsportler
- Beyer, Axel (* 1950), deutscher Journalist und Autor
- Beyer, Baldur (1936–2021), deutscher Sportlehrer; Bläser und Erbauer von Alphörnern
- Beyer, Barbara (* 1956), deutsche Opernregisseurin und Hochschullehrerin
- Beyer, Bastian (* 1986), deutscher Schauspieler
- Beyer, Bernd (* 1942), deutscher Politiker (DBD), MdV
- Beyer, Bernd (* 1955), deutscher Schriftsteller und Verleger
- Beyer, Bernhard (1879–1966), deutscher Nervenarzt und Freimaurer
- Beyer, Bero (* 1970), niederländischer Drehbuchautor und Filmproduzent
- Beyer, Birgit (* 1967), deutsche Hockeynationalspielerin
- Beyer, Brad (* 1973), US-amerikanischer Schauspieler
- Beyer, Brian (* 1996), französischer Fußballspieler
- Beyer, Britt (* 1968), deutsche Regisseurin
- Beyer, Britta († 1741), niederländische Prophetin und Autorin
- Beyer, Carl (1847–1923), deutscher Pastor und Schriftsteller
- Beyer, Carl (1848–1900), deutscher Archivar und Historiker
- Beyer, Carolin (* 1962), deutsche Malerin
- Beyer, Chad (* 1986), US-amerikanischer Straßenradrennfahrer
- Beyer, Charles (1813–1876), britischer Eisenbahnpionier
- Beyer, Christian (1482–1535), sächsischer Kanzler
- Beyer, Christian (1883–1967), deutscher Maler, Aquarellist und Architekt
- Beyer, Christian Carl David (1785–1856), deutscher Orgelbaumeister
- Beyer, Christoph (1458–1518), deutscher Chronist
- Beyer, Christoph (1653–1741), sächsischer Baumeister
- Beyer, Claire (* 1947), deutsche Schriftstellerin
- Beyer, Clarita (1864–1929), deutsche Malerin
- Beyer, Constantin (1761–1829), Chronist, Buchhändler und Tagebuchschreiber in Erfurt
- Beyer, Curt (1920–2021), deutscher Markscheider
- Beyer, Dietrich (* 1941), deutscher Jurist, Richter am Bundesgerichtshof (1990–2006)
- Beyer, Don (* 1950), US-amerikanischer Politiker und Diplomat
- Beyer, Eberhard (1931–2004), deutscher kirchlicher Mitarbeiter und Kommunalpolitiker
- Beyer, Eckhard (* 1951), deutscher Physiker
- Beyer, Eduard (1825–1907), deutscher Chemiker und Unternehmer
- Beyer, Eduard (1854–1926), deutscher Jurist und Politiker (Zentrum), MdL
- Beyer, Eduard von (1787–1873), preußischer Generalmajor, Inspekteur der Schlesischen Festungsinspektion
- Beyer, Edvard (1920–2003), norwegischer Literaturhistoriker und Professor
- Beyer, Edward (1821–1865), deutscher Landschafts- und Panoramamaler
- Beyer, Elfie (1920–1989), deutsche Schauspielerin und Synchronsprecherin
- Beyer, Erich (1911–2012), deutscher Sportwissenschaftler
- Beyer, Ernst (1855–1927), deutscher Lehrer und Schulrat
- Beyer, Eugen (1882–1940), österreichischer Feldmarschallleutnant und deutscher General der Infanterie
- Beyer, Eugène (1817–1893), elsässischer Genre- und Historienmaler, Lithograf und Politiker
- Beyer, Ewald (1808–1883), deutscher evangelisch-lutherischer Pfarrer und Theologe
- Beyer, Ferdinand (1803–1863), deutscher Komponist und Pianist
- Beyer, Florian (* 1984), deutscher Schauspieler und Zauberkünstler
- Beyer, Frank (1932–2006), deutscher FilmregisseurFrank Beyer (1932–2006)

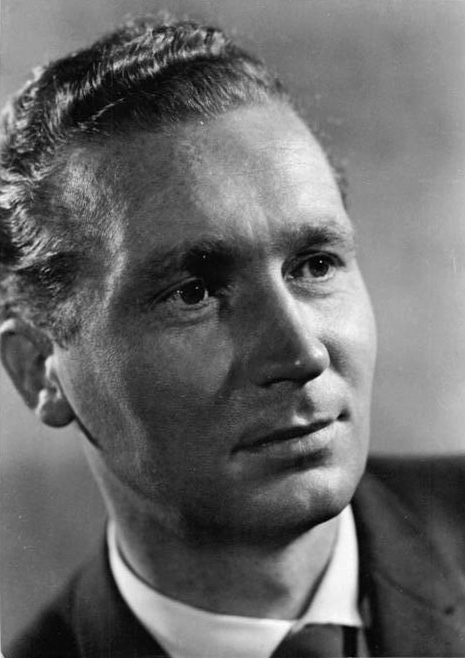
Frank Beyer (1932–2006)

- Beyer, Frank Michael (1928–2008), deutscher Komponist und Vertreter der Neuen Musik
- Beyer, Frank Norbert (* 1939), deutscher Gebrauchsgrafiker und Cartoonist
- Beyer, Franz (1857–1925), österreichischer Kaufmann und Politiker
- Beyer, Franz (1865–1942), pommerscher Orgelbauer
- Beyer, Franz (1892–1968), deutscher General der Infanterie im Zweiten Weltkrieg
- Beyer, Franz (1894–1983), deutscher Medailleur und Bildhauer
- Beyer, Franz (1922–2018), deutscher Bratschist, Hochschullehrer und Herausgeber
- Beyer, Franz Otto (1856–1922), deutscher Pädagoge und Geologe
- Beyer, Franz-Heinrich (* 1949), deutscher evangelischer Theologe und Religionspädagoge
- Beyer, Franziska (* 1983), deutsche Schauspielerin
- Beyer, Friedemann (* 1955), deutscher Redakteur und Publizist
- Beyer, Friedrich (1902–1984), deutscher Politiker (NSDAP), Landtagsabgeordneter im Volksstaat Hessen
- Beyer, Friedrich (1929–2010), österreichischer Jazzmusiker und Radiomoderator
- Beyer, Friedrich (1939–2021), deutscher Schauspieler, Regisseur und Theatergründer
- Beyer, Friedrich Günther (1768–1832), deutscher Bürgermeister
- Beyer, Fritz, deutscher Architekt
- Beyer, Gabriele (* 1961), deutsche Juristin, Richterin und Gerichtspräsidentin
- Beyer, Gabrielle (1737–1802), österreichische Malerin
- Beyer, Georg (1665–1714), deutscher Jurist und Rechtslehrer
- Beyer, Georg (1884–1943), deutscher Journalist
- Beyer, George Eugene (1861–1926), deutschamerikanischer Biologe
- Beyer, Georgina (1957–2023), neuseeländische Politikerin
- Beyer, Gisela (* 1960), deutsche Leichtathletin
- Beyer, Gordon Robert (1930–2010), US-amerikanischer Diplomat
- Beyer, Gottfried (1889–1968), deutscher Maler und Grafiker
- Beyer, Gregor (* 1968), deutscher Politiker (parteilos, FDP)Gregor Beyer (* 1968)

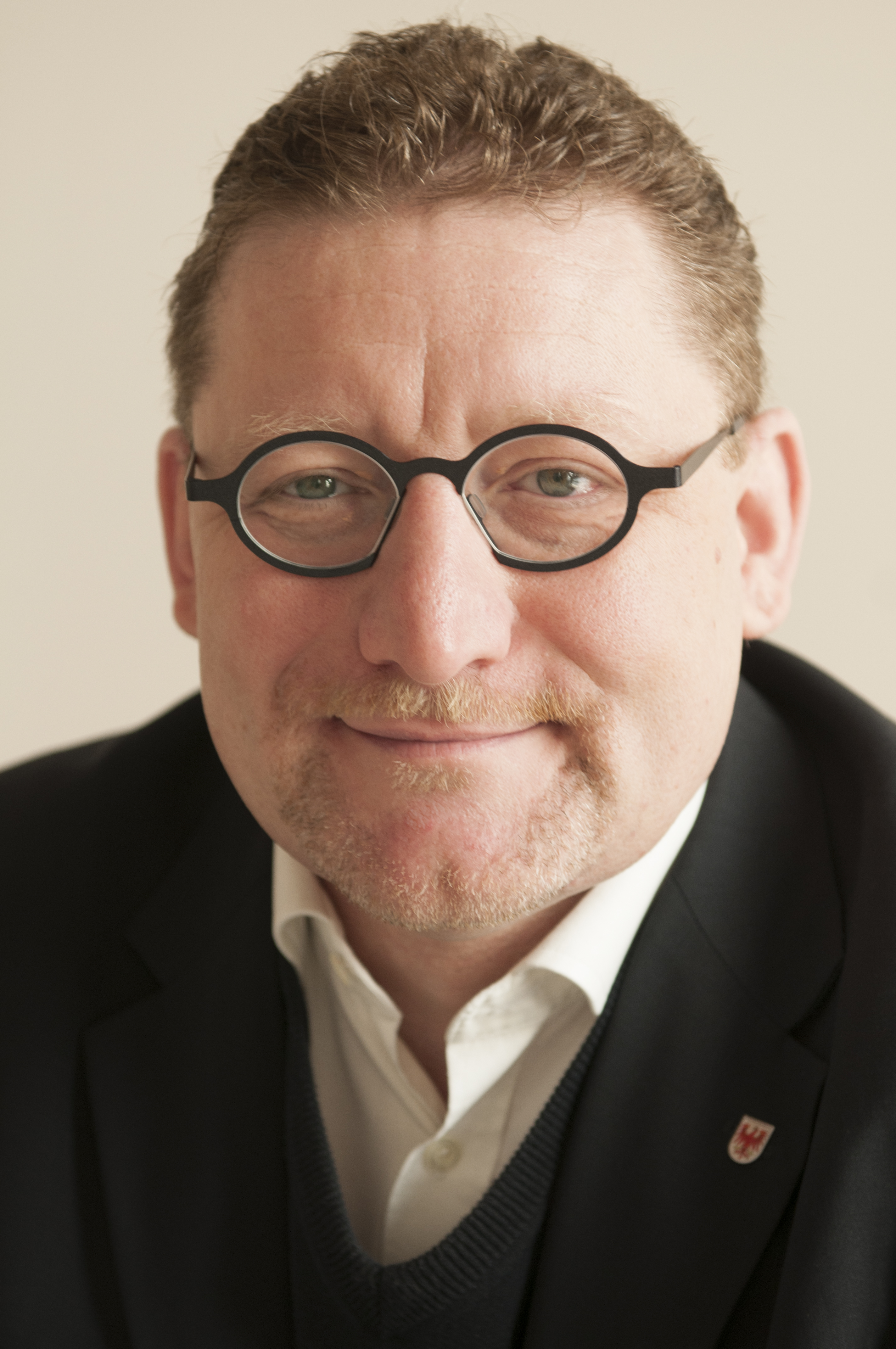
Gregor Beyer (* 1968)

- Beyer, Günther (1888–1965), deutscher Lehrer und Fotograf in Weimar
- Beyer, Gustav (1883–1958), deutscher evangelischer Pfarrer und Heimatforscher
- Beyer, Gustav Friedrich von (1812–1889), preußischer General der Infanterie, badischer Kriegsminister
- Beyer, Hans (1905–1971), deutscher Chemiker und Politiker (NSDAP, NDPD), MdV
- Beyer, Hans (1920–1999), deutscher marxistischer Historiker
- Beyer, Hans Anton (1889–1965), norwegischer Turner
- Beyer, Hans Heinrich (1881–1964), deutscher Generalmajor im Zweiten Weltkrieg
- Beyer, Hans Joachim (1908–1971), deutscher Historiker, Volkstumsforscher und SS-Führer
- Beyer, Hans-Georg (* 1956), deutscher Handballspieler und -trainer
- Beyer, Hans-Georg (* 1959), deutscher Informatiker und Hochschullehrer
- Beyer, Hans-Joachim (* 1940), deutscher Opern-, Operetten-, Musical-, Lied- und Oratoriensänger in der Stimmlage Bassbariton, später lyrischer Bariton und Professor für Gesang
- Beyer, Hans-Jürgen (* 1949), deutscher Rockmusiker und Schlagersänger
- Beyer, Harald (1891–1960), norwegischer Literaturhistoriker
- Beyer, Harald (1939–2017), deutscher Fußballspieler
- Beyer, Harald (* 1964), chilenischer Politiker
- Beyer, Harm (1936–2018), deutscher Richter und Schwimmsportfunktionär
- Beyer, Hartmann (1516–1577), deutscher Mathematiker, Theologe, Reformator
- Beyer, Heidemarie (* 1949), deutsche Politikerin (SPD)
- Beyer, Heinrich (1806–1886), deutscher Archivar und Historiker
- Beyer, Heinz (1910–1975), deutscher Ruderer
- Beyer, Helga (1920–1941), deutsch-jüdische Widerstandskämpferin
- Beyer, Helmut (1907–1998), deutscher Jurist, Richter am Bundesgerichtshof
- Beyer, Helmut (1925–2011), deutscher Fußballfunktionär
- Beyer, Henryka (1782–1855), deutsch-polnische Malerin
- Beyer, Hermann (1850–1929), deutscher Schriftsteller
- Beyer, Hermann (1868–1955), deutscher HNO-Arzt und Hochschullehrer
- Beyer, Hermann (1869–1926), deutscher Gewerkschaftsfunktionär und Politiker, MdL
- Beyer, Hermann (* 1943), deutscher SchauspielerHermann Beyer (* 1943)

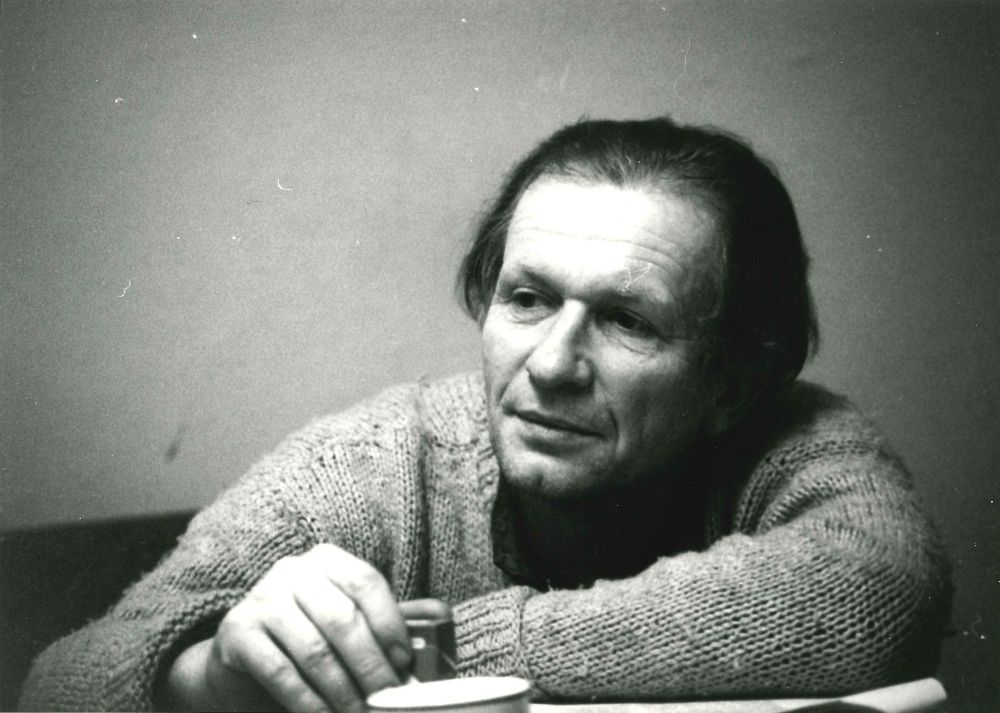
Hermann Beyer (* 1943)

- Beyer, Hermann von (1812–1889), preußischer Generalmajor
- Beyer, Hermann Wolfgang (* 1898), deutscher lutherischer Theologie, Christlicher Archäologe, Militärseelsorger
- Beyer, Horst (1940–2017), deutscher Leichtathlet
- Beyer, Horst-Tilo (* 1938), deutscher Betriebswirt und Hochschullehrer
- Beyer, Jean (1914–2002), belgischer römisch-katholischer Theologe und Kirchenrechtler
- Beyer, Jenny (* 2002), deutsche Fußballspielerin
- Beyer, Jo (* 1991), deutscher Jazzmusiker (Schlagzeug, Komposition)
- Beyer, Johann (1673–1751), Hamburger Astronom
- Beyer, Johann (1861–1923), deutscher Dichter und Lehrer
- Beyer, Johann Albrecht von († 1760), preußischer Major
- Beyer, Johann August von (1730–1814), deutscher Beamter und Lyriker
- Beyer, Johann Hartmann (1563–1625), deutscher Arzt, Mathematiker und Ratsherr
- Beyer, Johann Ignaz († 1758), österreichischer Komponist
- Beyer, Johann Rudolph Gottlieb (1756–1813), deutscher evangelischer Theologe
- Beyer, Johann Samuel (1669–1744), deutscher Kantor und Komponist
- Beyer, Johann Wilhelm (1725–1796), deutscher Landschaftsarchitekt, Maler, Bildhauer und Porzellankünstler
- Beyer, Johanna (1888–1944), deutsch-amerikanische Komponistin und Pianistin
- Beyer, Jordan (* 2000), deutscher FußballspielerJordan Beyer (* 2000)

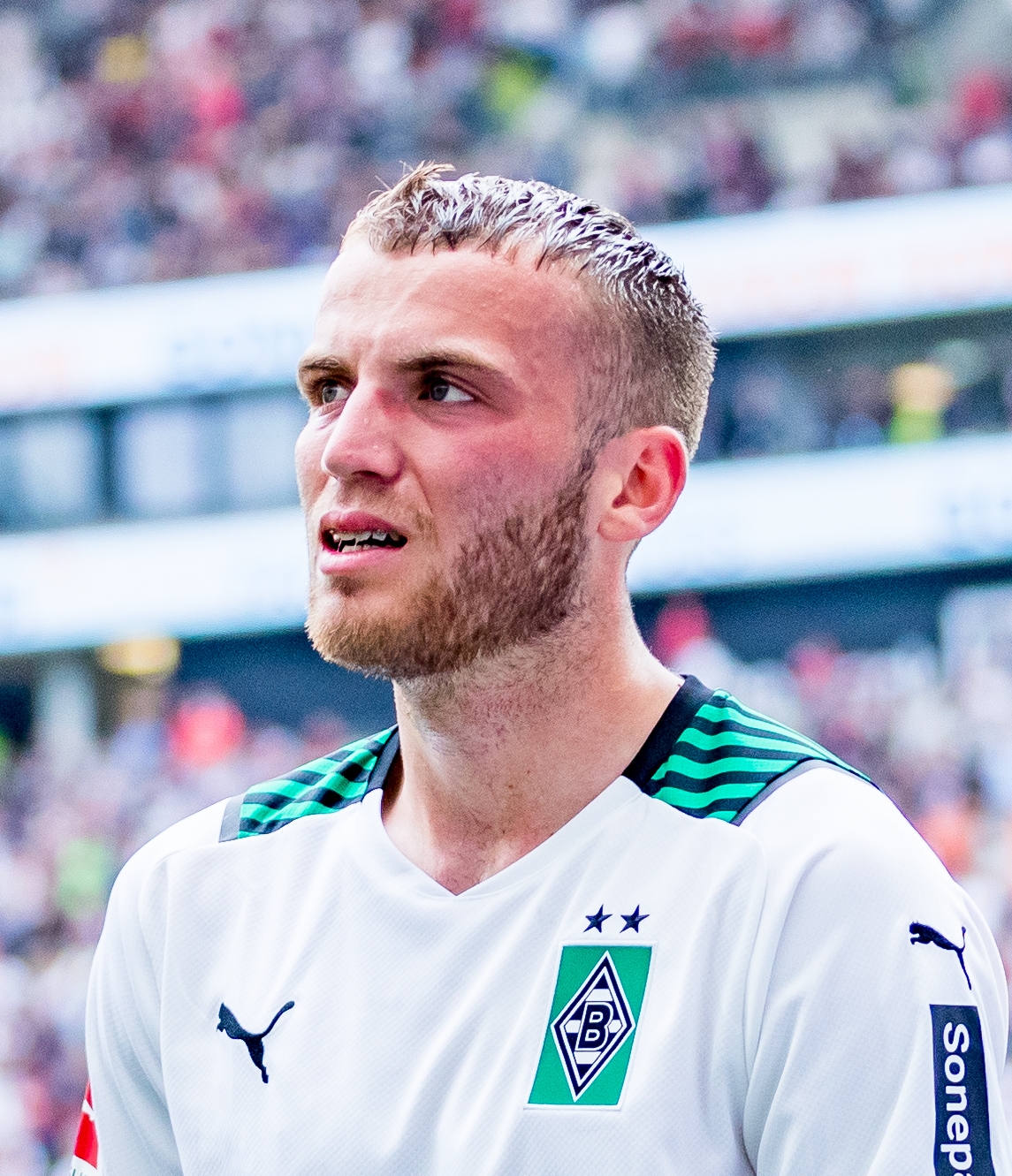
Jordan Beyer (* 2000)

- Beyer, Josef (1843–1917), österreichischer Bildhauer des Historismus
- Beyer, Josef Johann (1861–1933), österreichischer Maler und Grafiker
- Beyer, Judith (* 1978), deutsche Ethnologin
- Beyer, Jürgen (* 1936), deutscher Internist
- Beyer, Jürgen (1941–2021), deutscher Architekt und Denkmalpfleger in Weimar
- Beyer, Jürgen (* 1952), deutscher Offizier, Brigadegeneral der Bundeswehr
- Beyer, Jürgen (* 1964), deutscher Soziologe
- Beyer, Justin de (1671–1738), schweizerischer Medailleur
- Beyer, Justus (1910–1989), deutscher Jurist und SS-Führer
- Beyer, Karin (* 1941), deutsche Schwimmerin, Weltrekordlerin
- Beyer, Karl Adalbert von (1764–1842), Abt von Hamborn und Weihbischof in Köln
- Beyer, Karl Friedrich Wilhelm (1803–1887), deutscher Dichter
- Beyer, Karl H. (1914–1996), US-amerikanischer Pharmakologe
- Beyer, Karol (1818–1877), polnischer Fotograf
- Beyer, Kirsten, US-amerikanische Schriftstellerin, Drehbuchautorin und Produzentin
- Beyer, Klaus (1929–2014), deutscher Semitist und Hochschullehrer
- Beyer, Klaus (1939–2025), deutscher Mathematiker
- Beyer, Klaus (* 1941), deutscher Pädagoge und Studienprofessor
- Beyer, Klaus (* 1952), deutscher Kerzenzieher, Filmemacher, Komponist und Poet
- Beyer, Klaus G. (1922–2007), deutscher Fotograf
- Beyer, Konrad (1834–1906), deutscher Dichter und Schriftsteller
- Beyer, Kurt (1881–1952), deutscher Ingenieur und Professor
- Beyer, Lieselotte (* 1943), deutsche Dressur- und Springreiterin und Dressurrichterin
- Beyer, Lothar (* 1943), deutscher Physiologe und Hochschullehrer
- Beyer, Lucie (1914–2008), deutsche Politikerin (SPD), MdB
- Beyer, Manfred (1924–2000), deutscher Physiker und Hochschullehrer
- Beyer, Manfred (* 1944), deutscher Anglist und Hochschullehrer
- Beyer, Marcel (* 1965), deutscher Schriftsteller
- Beyer, Marit, deutsche Rundfunksprecherin und Hörbuchsprecherin
- Beyer, Markus (1971–2018), deutscher BoxerMarkus Beyer (1971–2018)

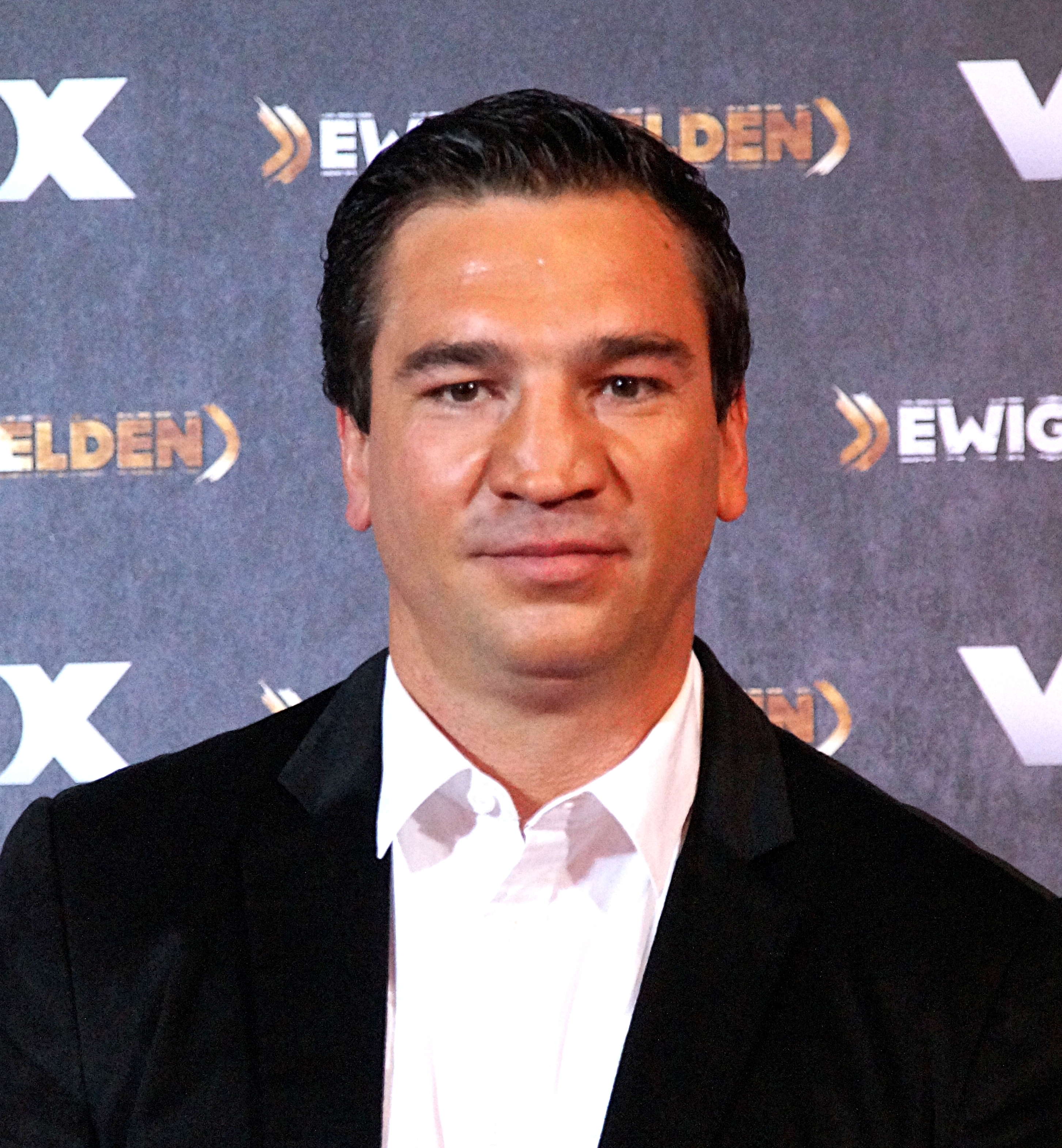
Markus Beyer (1971–2018)

- Beyer, Martin (* 1969), deutscher Physiker
- Beyer, Martin (* 1976), deutscher Schriftsteller und Literaturvermittler
- Beyer, Max (1894–1982), deutscher Amateurastronom und Berufsschullehrer
- Beyer, Max-Karl (1899–1964), deutscher Maler und Gebrauchsgrafiker
- Beyer, Maximilian (1872–1937), deutscher römisch-katholischer Geistlicher
- Beyer, Maximilian (* 1993), deutscher Bahnradsportler
- Beyer, Michael (* 1968), deutscher Zeichner, Animator, Kinderbuch- und Comiczeichner
- Beyer, Moritz (1807–1854), deutscher Agrarwissenschaftler, Gutsinspektor und Autor von Fachbüchern
- Beyer, Nico (* 1964), deutscher Filmregisseur für Kurzfilme, Musikvideos und Werbefilme
- Beyer, Nico (* 1996), deutscher Fußballspieler
- Beyer, Noah (* 1997), deutscher Handballspieler
- Beyer, Olaf (* 1957), deutscher Mittelstreckenläufer
- Beyer, Oskar (1849–1916), deutscher Architekt
- Beyer, Oskar (1890–1964), deutscher Kunstschriftsteller
- Beyer, Otto (1864–1940), deutscher Lehrer und Volkstagsabgeordneter in Danzig
- Beyer, Otto (1869–1929), deutscher Jurist und Politiker
- Beyer, Otto (1885–1962), deutscher Maler und Grafiker
- Beyer, Paul (1889–1969), deutscher Manager, Rechtsanwalt und Notar
- Beyer, Paul (1890–1968), deutscher Politiker (USPD, KPD, SPD)
- Beyer, Paul Emil (1901–1982), deutscher Autor und Journalist
- Beyer, Pete (* 1987), britischer Biathlet
- Beyer, Peter (* 1930), deutscher Industriedesigner und Innenarchitekt
- Beyer, Peter (1938–2024), deutscher Historiker
- Beyer, Peter (* 1949), kanadischer Religionssoziologe und emeritierter Hochschullehrer
- Beyer, Peter (* 1952), deutscher Biologe
- Beyer, Peter (* 1970), deutscher Jurist und Politiker (CDU), MdBPeter Beyer (* 1970)

Peter Beyer (* 1970)

- Beyer, Regina (* 1947), deutsche Schauspielerin und Hörspielsprecherin
- Beyer, Richard (* 1958), deutscher Musiktheoretiker, Musikwissenschaftler und Hochschullehrer
- Beyer, Robert (1901–1989), deutscher Tonmeister und Komponist
- Beyer, Robert (* 1969), deutscher Schauspieler
- Beyer, Rolf (1903–1948), deutscher Maler und Zeichner
- Beyer, Rolf (* 1971), deutscher Basketballfunktionär
- Beyer, Rudolf (* 1891), deutscher Richter
- Beyer, Siegfried (* 1943), deutscher Fußballspieler
- Beyer, Stefan (* 1961), deutscher Hochschullehrer für Kommunikationstechnik an der Hochschule Hannover
- Beyer, Stefan (* 1981), deutscher Komponist
- Beyer, Susanne (* 1961), deutsche Hochspringerin
- Beyer, Susanne (* 1969), deutsche Journalistin und Autorin
- Beyer, Tanja, deutsche Diplomatin
- Beyer, Thomas (* 1960), deutscher Politiker (SPD), Bürgermeister von Wismar
- Beyer, Thomas (* 1963), deutscher Politiker (SPD), MdL
- Beyer, Tobias (* 1966), deutscher Schauspieler
- Beyer, Tom (1907–1981), deutscher Maler
- Beyer, Troy (* 1964), US-amerikanische Schauspielerin, Regisseurin und Drehbuchautorin
- Beyer, Udo (* 1955), deutscher LeichtathletUdo Beyer (* 1955)

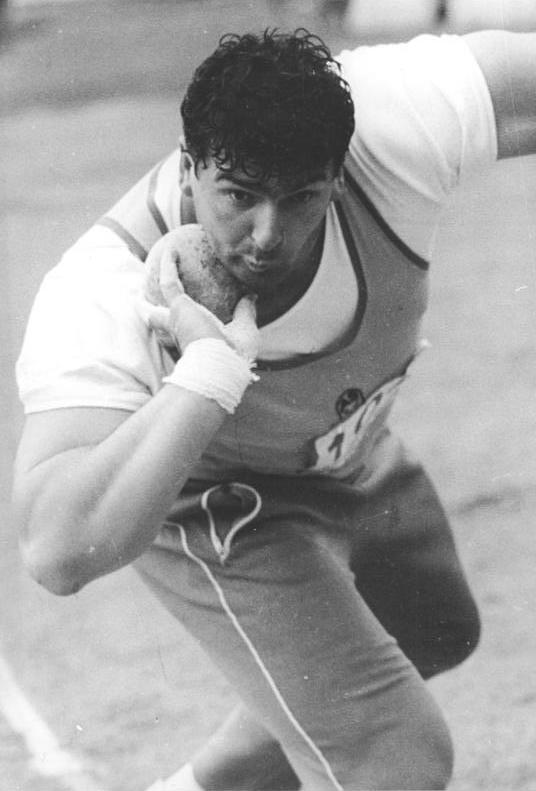
Udo Beyer (* 1955)

- Beyer, Ulrich (1947–1988), deutscher Boxer
- Beyer, Uwe (1945–1993), deutscher Leichtathlet
- Beyer, Victoria (* 1991), französische Fußballschiedsrichterin
- Beyer, Waldemar (1909–1952), deutscher Bibliothekar, Polizeibeamter und SS-Führer
- Beyer, Walter (1920–2012), deutscher Kommunalpolitiker
- Beyer, Werner (1920–1997), deutscher Posaunist der Staatskapelle Dresden
- Beyer, Wilhelm (1865–1904), deutscher Opernsänger (Bariton) und Theaterschauspieler
- Beyer, Wilhelm (1885–1945), deutscher Politiker (NSDAP), MdR
- Beyer, Wilhelm Gottlieb (1801–1881), deutscher Jurist und Archivar
- Beyer, Wilhelm Raimund (1902–1990), deutscher Jurist und Rechtsphilosoph
- Beyer, Wolf-Dieter (1938–2019), deutscher Politiker (CDU), MdL
- Beyer, Wolf-Hendrik (* 1972), deutscher Hochspringer
- Beyer, Wolfhard (1942–2022), deutscher Physiker
- Beyer, Wolfram, deutscher Kameramann
- Beyer, Wolfram (* 1954), deutscher Politikwissenschaftler
- Beyer-Volger, Lis (1906–1973), deutsche Textildesignerin und Weberin

##### Beyerb
- Beyerbach, Denise (* 1965), deutsche Fußballspielerin
- Beyerbach, Till Florian (* 1981), deutscher Schauspieler, Musiker und Theaterproduzent

##### Beyerc
- Beyerchen, Alan (* 1945), US-amerikanischer Historiker

##### Beyere
- Beyerer, Jürgen (* 1961), deutscher Informatiker, Hochschullehrer

##### Beyerh
- Beyerhaus, August (1805–1874), deutscher Graveur und Schriftgießer
- Beyerhaus, Christina (* 1976), deutsche Schauspielerin und Theaterpädagogin
- Beyerhaus, Friedrich (1820–1898), deutscher Bildhauer, Graveur, Modelleur und Eisengießer
- Beyerhaus, Friedrich Ludwig (1792–1872), deutscher Eisengießer, Modelleur, Graveur und Medailleur
- Beyerhaus, Louis (1790–1853), deutscher Graveur und Wappenschneider
- Beyerhaus, Peter (1929–2020), deutscher evangelischer Geistlicher, Theologe, Missionar und Missionswissenschaftler

##### Beyerl
- Beyerl, Beppo (* 1955), österreichischer Schriftsteller
- Beyerl, Josef (1898–1934), österreichischer Gendarmerierayonsinspektor
- Beyerl, Mia (1900–1989), österreichische Opernsängerin, Pianistin und Musikpädagogin
- Beyerle, Anton von (1824–1886), deutscher Jurist und Senatspräsident beim Reichsgericht
- Beyerle, Burkhart (1930–2021), deutscher bildender Künstler
- Beyerle, Franz (1885–1977), deutscher Rechtswissenschaftler und -historiker
- Beyerle, Hatto (1933–2023), deutscher Kammermusiker und Hochschullehrer
- Beyerle, Josef (1881–1963), deutscher Jurist und Politiker (Zentrum, CDU)
- Beyerle, Konrad (1872–1933), deutscher Rechtswissenschaftler und Politiker (Zentrum, BVP), MdR
- Beyerle, Konrad (1900–1979), deutscher Ingenieur und Entwickler einer Gaszentrifuge
- Beyerle, Maria (1882–1968), deutsche Pädagogin und Politikerin (Zentrum, BCSV, CDU)
- Beyerle, Stefan (* 1964), deutscher evangelischer Theologe und Alttestamentler
- Beyerle, Tulga (* 1964), österreichische Designerin und Museumsleiterin
- Beyerlein, Franz Adam (1871–1949), deutscher Jurist und Schriftsteller
- Beyerlein, Friedrich (1899–1950), deutscher Kriminalsekretär
- Beyerlein, Gabriele (* 1949), deutsche Kinder- und Jugendbuchautorin
- Beyerlein, Gustav (1871–1966), deutscher Verwaltungsjurist und Ministerialbeamter
- Beyerlein, Heinrich (1927–2021), deutscher Fußballspieler
- Beyerlein, Reinhold (* 1979), deutscher Eisstockschütze (Stockschießen)
- Beyerlin, Walter (1929–2015), deutscher evangelischer Theologe und Alttestamentler
- Beyerlinck, Laurentius (1578–1627), katholischer Priester und Theologe
- Beyerling, Hans-Laurin (* 1997), deutscher Kinderdarsteller
- Beyerling, Jesse (* 2008), deutscher Jugenddarsteller
- Beyerling, Lena (* 1995), deutsche Schauspielerin und Synchronsprecherin

##### Beyerm
- Beyermann, Ina (* 1965), deutsche Schwimmerin
- Beyermann, Walther (1886–1961), deutscher Maler

##### Beyers
- Beyers Fourie Burger, Albertus (* 1916), südafrikanischer Botschafter
- Beyers, Bernette (* 1992), südafrikanische Radsportlerin
- Beyersdorf, Friedhelm (* 1954), deutscher HerzchirurgFriedhelm Beyersdorf (* 1954)

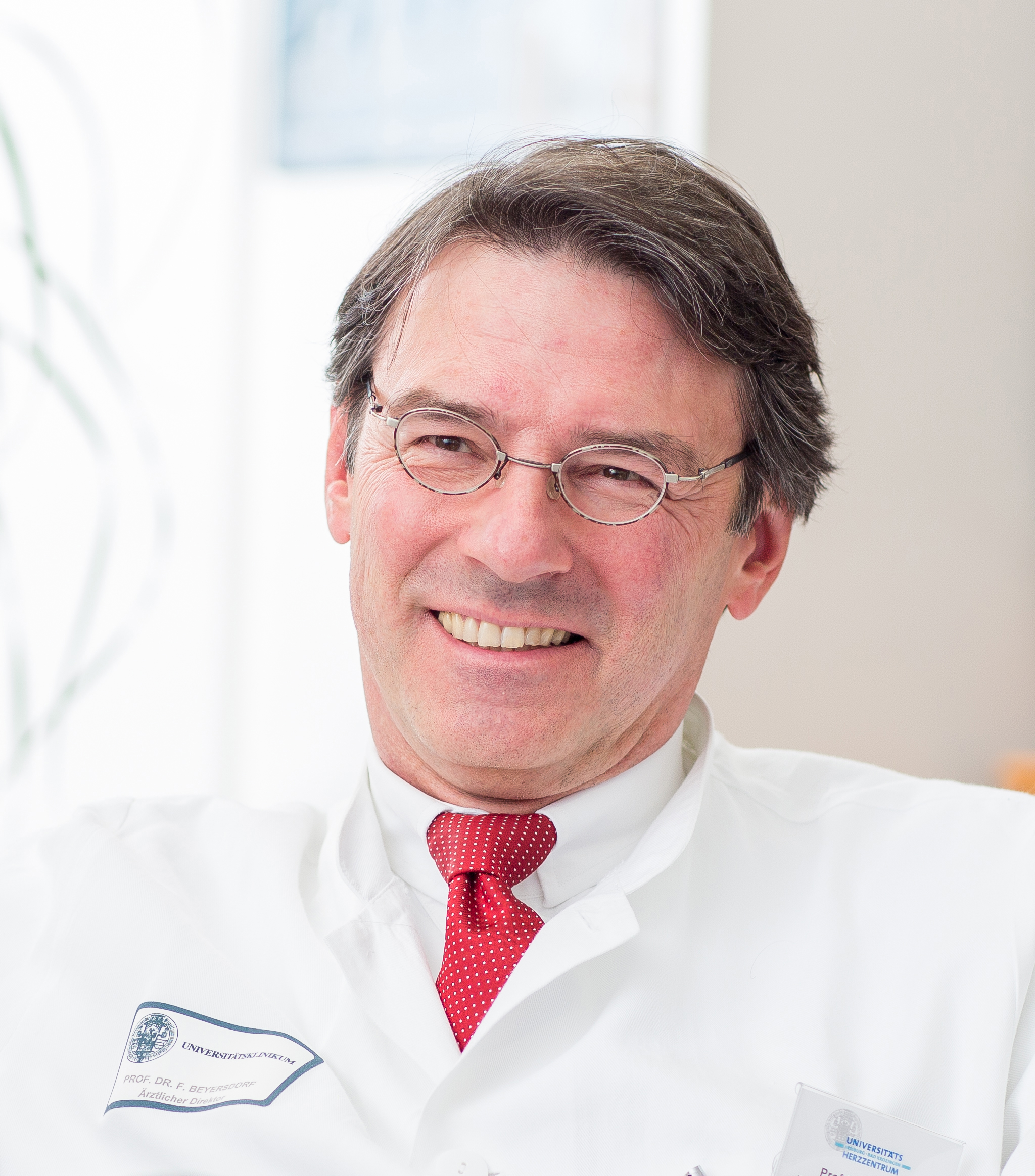
Friedhelm Beyersdorf (* 1954)

- Beyersdörfer, Helga (* 1950), deutsche Germanistin, Schriftstellerin und Krimiautorin
- Beyersdorff, Ernst (1885–1952), deutscher Jurist und Gründer der Vereinigung für junge Kunst
- Beyersdorff, Günter (* 1945), deutscher Volkswirt und Hochschullehrer
- Beyersdorff, Hans (1883–1972), deutscher Korvettenkapitän der Reichsmarine und Jurist
- Beyersdorff, Klaus (* 1939), deutscher Architekt und Jazzmusiker (Klarinette, Gesang)
- Beyersdorff, Oskar (1830–1887), deutscher Arzt, Namenforscher und Politiker
- Beyerstedt, Hans-Günther (* 1948), deutscher Schornsteinfeger und Verbandsfunktionär
- Beyerstein, Barry (1947–2007), kanadischer Psychologe

##### Beyert
- Beyertt, Christoph (1922–2021), deutscher Schauspieler

#### Beyes
- Beyes, Timon (* 1973), Schweizer Soziologe

### Beyf
- Beyfus, Siegmund Leopold (1786–1845), jüdischer Bankier
- Beyfuß, Edgar (1893–1936), deutscher Filmmanager, Filmregisseur und Filmproduzent
- Beyfuss, Hermann (1855–1898), österreichischer Genremaler

### Beyh
- Beyhaut, Gustavo (1924–2011), uruguayischer Historiker südamerikanischer Geschichte
- Beyhl, Wilfried (* 1945), deutscher evangelischer Theologe
- Beyhum, Abdallah (1879–1962), Politiker des Großlibanon

### Beyk
- Beykirch, Mareike (* 1986), deutsche Schauspielerin und Hörspielsprecherin
- Beykoz, Ali (* 1964), türkischer Fußballspieler und -trainer

### Beyl
- Beyl, Alfred (1886–1977), französischer Bahnradsportler
- Beyl, Edmund (1901–1969), deutscher Lehrer und Politiker (NSDAP); Präsident des Volkstags der Freien Stadt Danzig (1937–1939)
- Beyle, Fritz (1899–1997), deutscher Gewerbemaler
- Beyleroğlu, Malik (* 1970), türkischer Boxer
- Beyleryan, Mari (1877–1915), armenische feministische Aktivistin und Schriftstellerin
- Beylich, Paul (1874–1965), deutscher Luftfahrtpionier
- Beylin, Gustaw (1889–1940), polnischer Jurist, Dramatiker und Publizist
- Beylin, Karolina (1899–1977), polnische Schriftstellerin, Theaterkritikerin und Übersetzerin
- Beyling, Fritz (1909–1963), deutscher Politiker (KPD, SED), MdV
- Beylouni, Denys Raboula Antoine (* 1930), syrischer Geistlicher, syrisch-katholischer Erzbischof von Aleppo
- Beylouni, Timoteo Hikmat (* 1945), syrischer Geistlicher, syrisch-katholischer Exarch von Venezuela

### Beym
- Beyma, Julius van († 1598), niederländischer Rechtswissenschaftler
- Beyme, Carl Friedrich von (1765–1838), Politiker, Jurist und preußischer Justizminister
- Beyme, Klaus von (1934–2021), deutscher Politologe und Hochschullehrer
- Beymer, Richard (* 1938), US-amerikanischer Schauspieler

### Beyn
- Beyn, Edgar (1894–1963), deutscher Regattasegler
- Beyner, Zeki (1930–2002), türkischer Karikaturist
- Beyney, André (1933–1977), französischer Radrennfahrer
- Beynon, Granville (1914–1996), britischer Hochschullehrer
- Beynon, Jackie († 1937), walisischer Fußballspieler
- Beynon, Jan Daniel (1830–1877), niederländischer Porträt- und Landschaftsmaler
- Beynon, John H. (1923–2015), britischer Chemiker und Physiker

### Beyo
- Beyo, Chala (* 1996), äthiopischer Hindernisläufer
- Beyoncé (* 1981), US-amerikanische SängerinBeyoncé (* 1981)

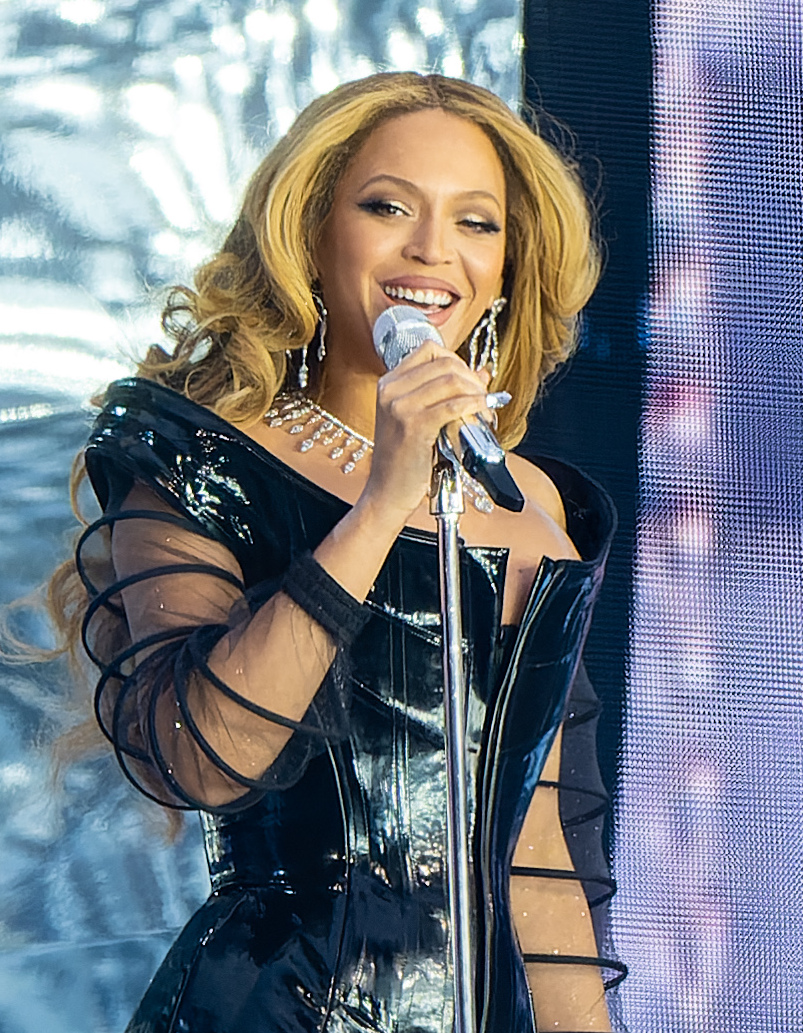
Beyoncé (* 1981)

- Beyoun, Bouchraya Hammoudi, westsaharischer Politiker

### Beyr
- Beyra Luarca, Alvaro Julio (* 1945), kubanischer Geistlicher, Bischof von Santísimo Salvador de Bayamo y Manzanillo
- Beyrau, Dietrich (* 1942), deutscher Historiker
- Beyreiss, Klaus (1934–2013), deutscher Mediziner und Hochschullehrer
- Beyrer, Josef (1839–1924), österreichischer Bildhauer
- Beyrer, Markus (* 1965), österreichischer Lobbyist, Generalsekretär von Businesseurope
- Beyreuther, Deji (* 1999), deutsch-nigerianischer Fußballspieler
- Beyreuther, Erich (1904–2003), deutscher lutherischer Pfarrer und Professor für Kirchengeschichte mit Schwerpunkt Pietismus
- Beyreuther, Friedrich Bernhard (1839–1909), Chemnitzer Kaufmann und Theatergründer
- Beyreuther, Johannes (1921–2010), deutscher Musiklehrer und Erfinder
- Beyreuther, Konrad (* 1941), deutscher Molekularbiologe
- Beyreuther, Wolfgang (1928–2012), deutscher Politiker (SED, FDGB), MdV
- Beyrich, Ferdinand (1812–1869), deutscher Apotheker, Chemikalienhändler, Fototechniker, Fotograf und Fotowarenhändler
- Beyrich, Franz (1887–1961), deutscher Politiker (Zentrum, CDU), MdHB
- Beyrich, Heinrich Ernst (1815–1896), deutscher Geologe, Mineraloge, Paläontologe und Geheimer Bergrat
- Beyrich, Karl (1796–1834), deutscher Botaniker
- Beyrich, Konrad (* 1852), deutscher Forschungsreisender und Naturkundler
- Beyrich, Volker (1940–2023), deutscher Lehrer und Archivleiter
- Beyrle, John (* 1954), US-amerikanischer Diplomat, Botschafter in Bulgarien und der Russischen Föderation
- Beyrlin, Jakob (* 1576), Schulmeister und Schriftsteller
- Beyrodt, Alex (* 1964), deutscher GitarristAlex Beyrodt (* 1964)

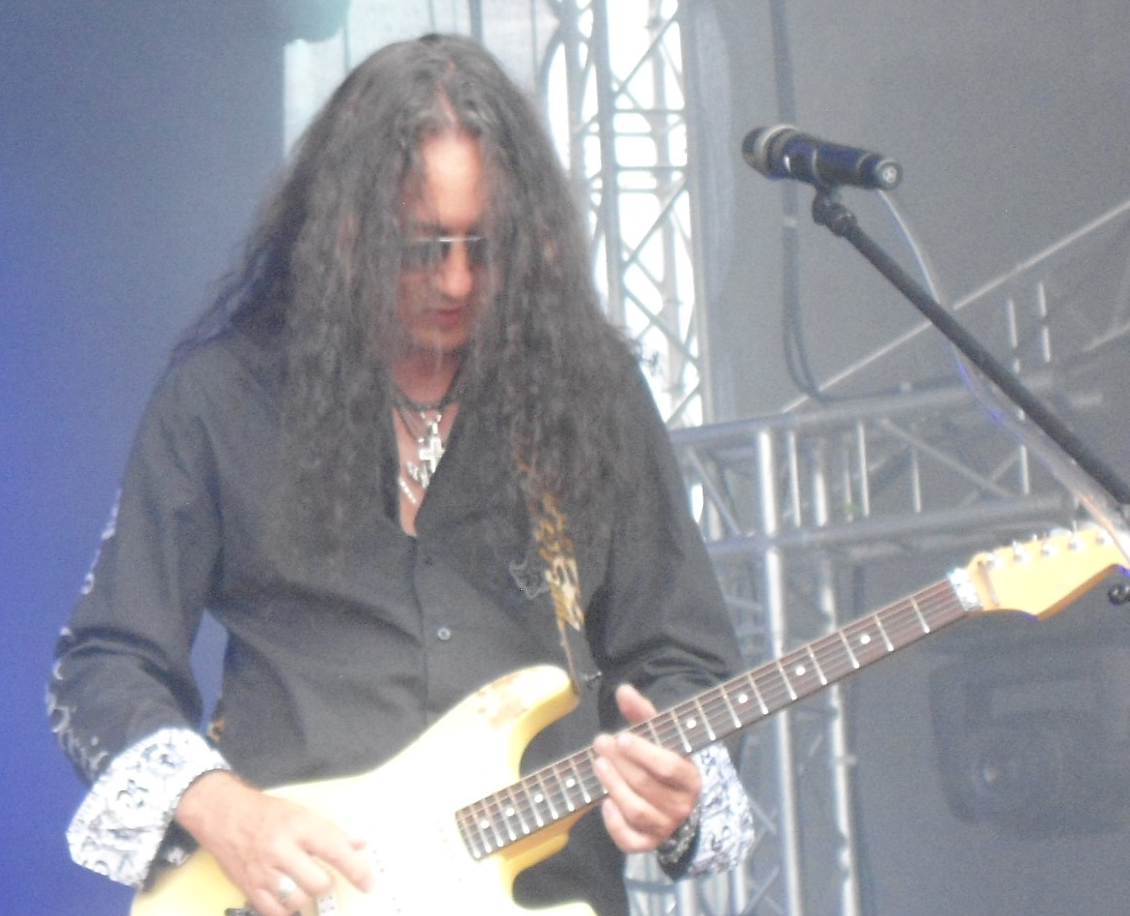
Alex Beyrodt (* 1964)

- Beyrodt, Wolfgang (* 1948), deutscher Kunsthistoriker und Bibliothekar
- Beyrouti, François (* 1971), libanesischer Geistlicher, melkitischer Bischof von Newton
- Beyrouti, Riad (1944–2019), syrischer Maler
- Beyruth, Elson (1941–2012), brasilianischer Fußballspieler

### Beys
- Beys, Charles (1610–1659), französischer Dramatiker
- Beyschlag, Daniel Eberhard (1759–1835), deutscher Pädagoge und Bibliothekar
- Beyschlag, Franz (1856–1935), deutscher Geologe
- Beyschlag, Georg (* 1997), deutscher Basketballspieler
- Beyschlag, Johann Balthasar (1669–1717), deutscher evangelischer Theologe und Kirchenliedkomponist
- Beyschlag, Karlmann (1923–2011), deutscher lutherischer Theologe und Kirchenhistoriker
- Beyschlag, Robert (1838–1903), deutscher Maler
- Beyschlag, Rudolf (1891–1961), deutscher Bauingenieur
- Beyschlag, Siegfried (1905–1996), deutscher Mediävist und Linguist
- Beyschlag, Wendelin (* 1575), deutscher Bildhauer
- Beyschlag, Willibald (1823–1900), deutscher evangelischer Theologe und Professor
- Beyse, August Wilhelm († 1852), deutscher Ingenieur
- Beyse, Jochen (* 1949), deutscher Schriftsteller
- Beyse, Karl-Martin (1934–2020), deutscher evangelischer Alttestamentler und Hebraist
- Beysen, Ward (1941–2005), belgischer Politiker, MdEP
- Beysens, Herman (* 1950), belgischer Radrennfahrer
- Beyss, Franz-Walter (1943–2012), deutscher Tischtennisspieler

### Beyt
- Beytelmann, Gustavo (* 1945), argentinischer Tangopianist und -komponist
- Beyth, Hans (1901–1947), deutscher Bankier und Zionist
- Beythien, Adolf (1867–1949), deutscher Lebensmittelchemiker
- Beythien, Heinrich (1873–1952), deutscher Politiker der Deutschen Volkspartei (DVP), MdR
- Beythien, Kurt (1897–1974), deutscher Komponist und Lehrer
- Beytler, Mathias, deutscher Goldschmied und Kupferstecher
- Beytocan (1955–2023), kurdischer Musiker und Songwriter

### Beyw
- Beyweg, Peter Cornelius (1670–1744), Weihbischof in Speyer
- Beywl, Wolfgang (* 1954), deutscher Sozialwissenschaftler

### Beyz
- Beyzaie, Niloofar (* 1967), iranische Theaterautorin und Regisseurin
- Beyzym, Jan (1850–1912), polnischer Jesuit, Priester und Missionar